# Großjena

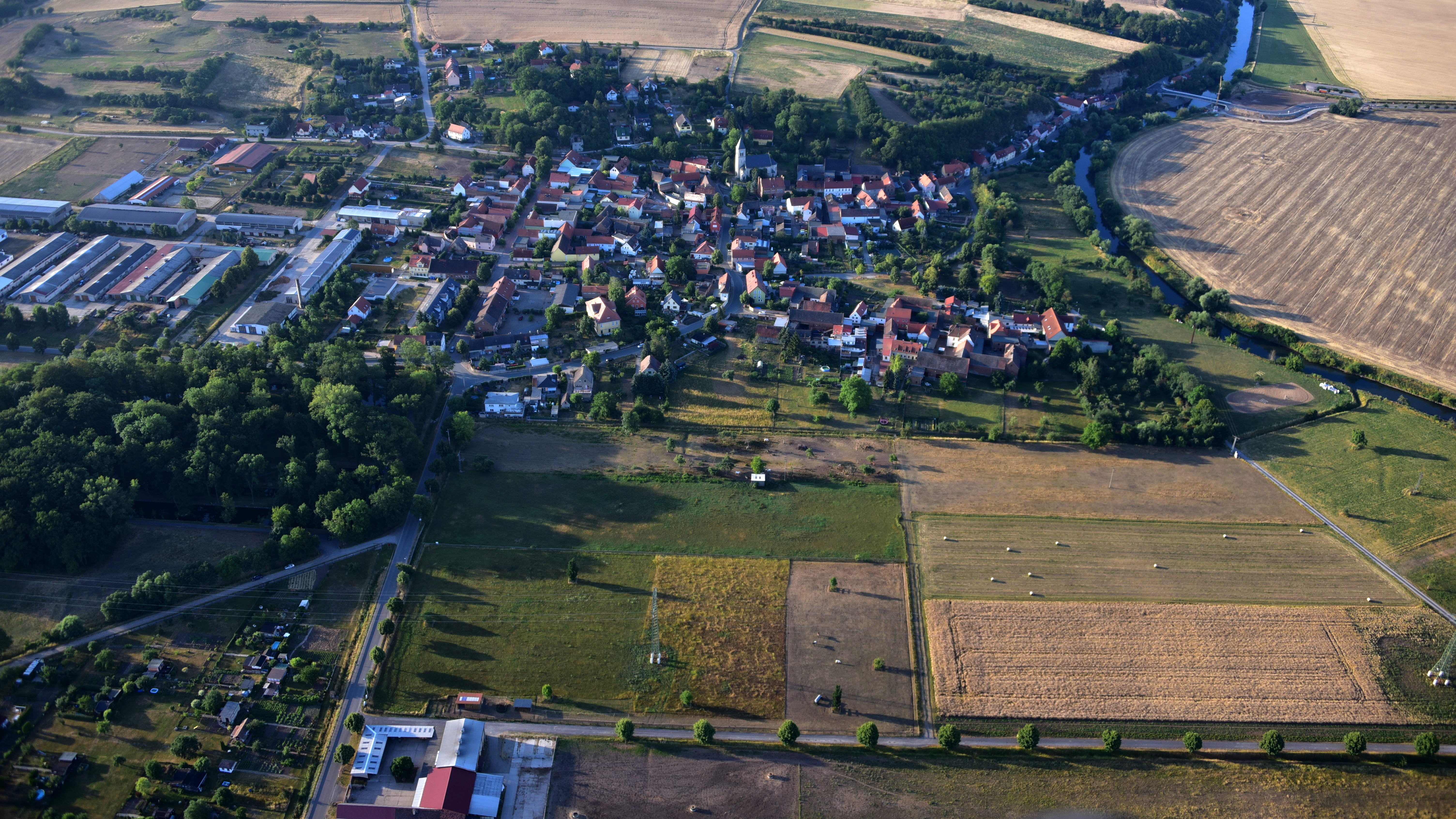
Großjena, Luftaufnahme (2018)

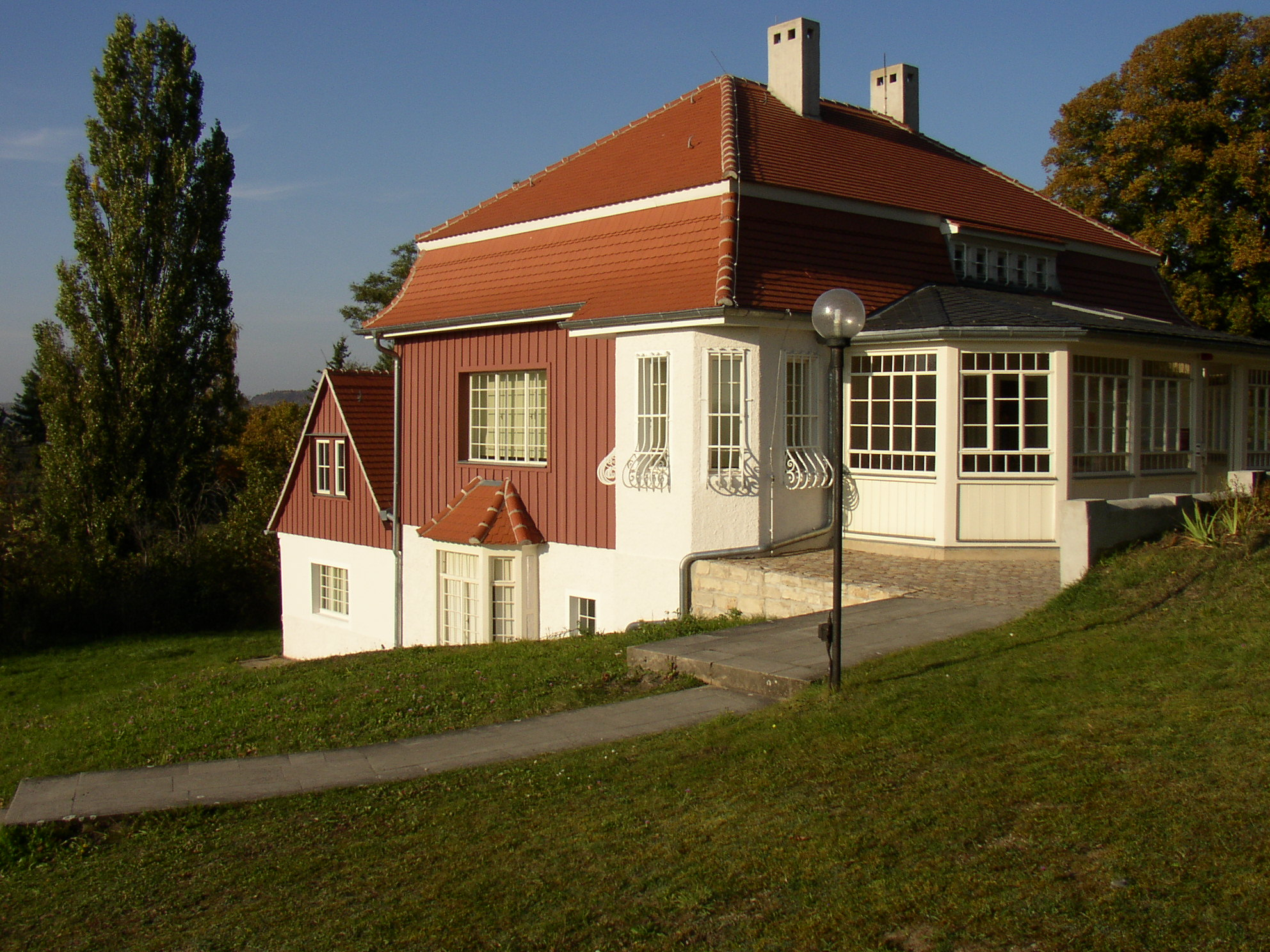
Ehemaliges Wohnhaus von Max Klinger

Großjena ist ein eingemeindeter Ortsteil von Naumburg (Saale) (ca. 3 Kilometer in nördlicher Richtung) ebenso wie das benachbarte Roßbach im Burgenlandkreis des Bundeslandes Sachsen-Anhalt.

## Geschichte
Der Ort wurde 1002 erstmals als Gene, später auch Wendischenjena erwähnt. Auf die bedeutende historische Stellung des Ortes soll ein 2006 vom örtlichen Heimatverein am Parktor errichteter Sandsteinobelisk hinweisen, der mit dem Logo der archäologischen „Himmelswege“ als Meilenzeiger die Entfernungen zur Himmelsscheibe von Nebra und dem Sonnenobservatorium von Goseck angibt.
Großjena gehört als einer der Hauptorte einer seit Jahrtausenden bewohnten Siedlungskammer mit den in der Aue einander kreuzenden Wegen „Via Regia“, von der heute unbekannten Furt vor dem ehemaligen Zusammenfluss von Saale und Unstrut am Lauscheberg kommend, die als „Heerstraße“ nach Merseburg und Leipzig weiterläuft, und der Verbindungsstraße von Freyburg/Unstrut nach Naumburg/Saale über den Hennenwald ins Visier weiterer Forschungen. Gegenwärtig sollte der Fund von 98 Reihengräbern mit u. a. Beigaben von 13 Pferdeskeletten aus dem 3. bis 8. Jahrhundert auf dem Lauscheberg Anstöße dazu geben.
Um das Jahr 1000 befand sich in Großjena eine Burg der Ekkehardiner, welche mit Verlegung des Stammsitzes nach Naumburg um 1010 an Bedeutung verlor. Nach dem Tod der Brüder Hermann und Ekkehard II. fielen ihre Erbgüter in Großjena an das Haus Wettin. 1271 eignete sie der wettinische Markgraf Dietrich der Bedrängte dem St. Georgenkloster Naumburg zu, das vom Bischof von Naumburg auch die Gerichte und bis 1593 andere Güter im Ort erlangte. Daneben bestand im Ort ein markgräfliches Lehngut, nach welchem sich das Adelsgeschlecht „von Jena“ benannte. Nach der Auflösung des St. Georgenklosters wurde das klösterliche Vorwerk im Jahr 1548 in ein Rittergut umgewandelt, das Kurfürst Moritz von Sachsen an Hans von Wilbrecht verlieh und später wechselnde Besitzer hatte.
Großjena gehörte bis 1815 zum wettinischen, später kursächsischen Amt Freyburg. Die Gerichtsbarkeit über den Ort lag jedoch beim zum Hochstift Naumburg gehörigen Amt Naumburg. Durch die Beschlüsse des Wiener Kongresses im Jahr 1815 wurde der Ort an das Königreich Preußen abgetreten und dem 1818 neu gebildeten Kreis Naumburg im Regierungsbezirk Merseburg der Provinz Sachsen zugeteilt.

## Sehenswürdigkeiten

### Weinberg von Max Klinger
Die bedeutendste Sehenswürdigkeit dieses Ortes ist der Weinberg von Max Klinger. Auf dem Weinberg befindet sich eine Klinger-Gedenkstätte mit dem Grabmal und einer Plastik („Athlet“) Klingers. Sein restauriertes Landhaus ist von April bis Oktober als Außenstelle des Museums Naumburg geöffnet. Von hier oben, am linken Ufer der Unstrut, kurz vor deren Einmündung in die Saale im Großjenaer „Blütengrund“, hat man nach Westen einen schönen Blick ins Unstruttal sowie auf die Domstadt Naumburg (Saale) im Süden.

### Barocke Felsreliefs „Steinernes Album“

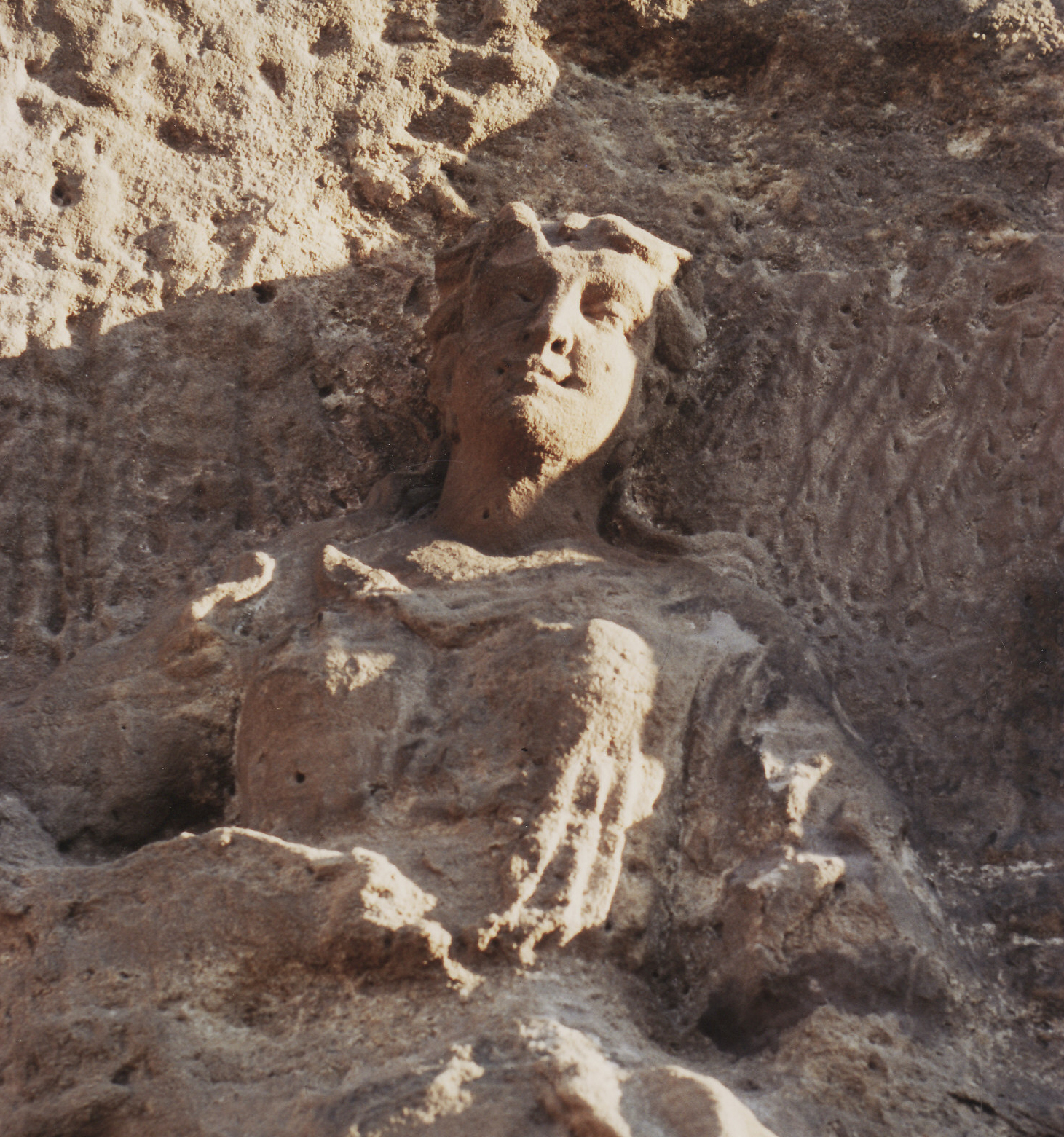
Steinernes Album, Detail

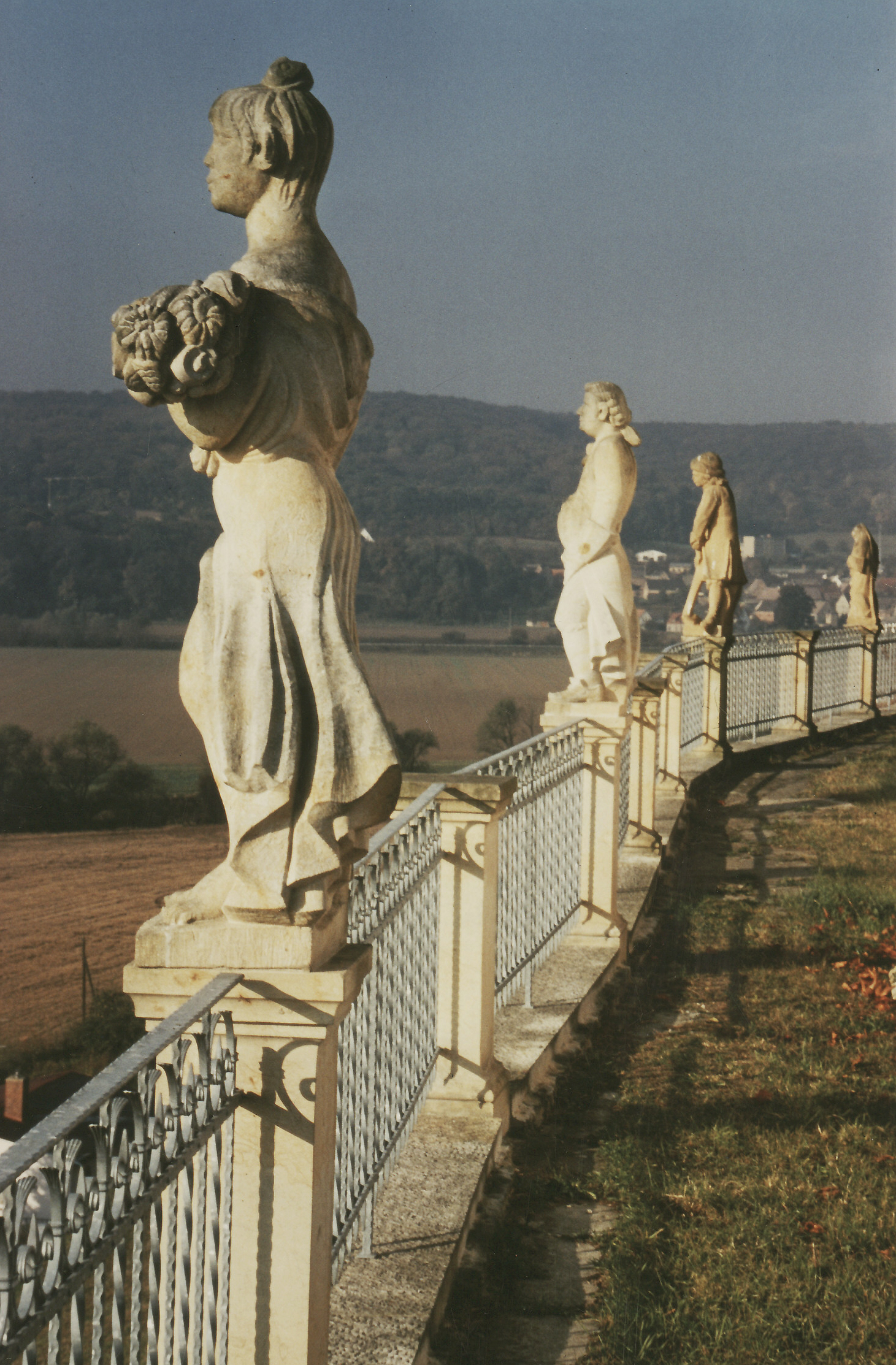
Steinauer Weinberg, Balustrade

Der Hofjuwelier Johann Christian Steinauer aus Naumburg hatte eine ausgefallene Idee: Im Jahre 1722, dem zehnjährigen Regentenjubiläum des Herzogs Christian von Sachsen-Weißenfels, ließ er in seinem Weinberg nahe der Ortschaft Großjena ein in Deutschland einzigartiges Denkmal errichten: Das steinerne Festbuch, ein 200 m langes Relief aus 12 Bildern, zeigt Szenen aus dem Alten Testament, darunter Hochzeit zu Kana, Lot und seine Töchter, Christus in der Kelter, Arbeiter im Weinberg, Josua und Kaleb, und huldigt auch dem Herzog.  Die Reliefs sind aus einer anstehenden Felsstufe des mittleren Buntsandsteins gehauen.
Außerordentlich wie der Anlass seiner Entstehung gestalten sich auch die Probleme der Erhaltung. Von 1995 bis 2000 wurden umfangreiche steinkonservatorische Maßnahmen vorgenommen.

### Blütengrund
Eine Fähre ermöglicht Wanderern die Überquerung des Flusses von und in Richtung Blütengrund. Vom Ablegeplatz der Fähre legten bis 2016 in den Sommermonaten auch Ausflugsdampfer ab, welche Touristen zwischen Großjena und Freyburg an der Unstrut, der nächsten Stadt in nördlicher Richtung, beförderten. Oberhalb vom Blütengrund auf dem Hang des Weinberges stehen die Häuser der Akademie Haus Sonneck, einer Heimvolkshochschule.

### Rittergut
In der Mitte des Dorfes befindet sich der ehemalige Gutshof des Rittergutes Großjena mit klassizistischem Gutshaus von 1818, Lustgarten mit historischen Rosen, dem ehemals dazugehörigen Park und dem Verwalterhaus mit Orangerie. Bis zur Errichtung des Rittergutes 1548 befand sich an dieser Stelle ein Vorwerk des Georgenklosters Naumburg, vermutlich hervorgegangen aus der ehemaligen Burg der Ekkehardiner. Das Rittergut wurde in eine befestigte Wasserburg umgewandelt, deren Fundamente nach den Zerstörungen der napoleonischen Truppen beim Rückzug nach der Völkerschlacht bei Leipzig Oktober 1813 für den klassizistischen Neubau des Gutshauses weiterverwendet wurden. Bedeutende Besitzer des Rittergutes waren der Sächsische Oberforstmeister Hans von Wiltperg († 1576, Epitaph in der Kirche St. Marien in Freyburg), der Bürgermeister und Syndikus der Stadt Naumburg, Sixtus Braun († 1614), der sachsen-weißenfelsische Hofjuwelier und Hoffaktor Johann Gottfried Hoffmann aus Halle (Besitzer von 1670 bis 1720), der Königlich Sächsische Geheime Kabinetts- und Kriegs-Minister Georg Wilhelm von Hopfgarten († April 1813), der preußische Kammerrat Christoph Wilhelm Loss (von 1816 bis 1830), der Landrat des Kreises Naumburg, Hermann Jacobi von Wangelin (1812 bis 1903). Die letzten Besitzer, Familie Ernst Laux, mussten Großjena 1945 wegen der Bodenreform verlassen. Danach nutzte die Gemeinde das Gutshaus als Schule bis zur Aufgabe 1983 wegen Baufälligkeit. Der Hof war für Neubauern aufgeteilt. Mit dem barocken Hoftor und den wiedererstandenen Gartenanlagen ist heute wieder eine Vorstellung vom ursprünglichen Ensemble möglich. Im Gutshaus sind neben vielen originalen Baudetails auch die Säle und das Treppenhaus sehenswert.
Der Park ist heute ein Naturdenkmal mit Teppichen von Frühjahrsblühern wie Schneeglöckchen, Märzenbechern, Buschwindröschen, wilden Narzissen. In den uralten Parkbäumen nistet unter Anderen der Rote Milan.
Der Ökumenische Pilgerweg von Görlitz nach Vacha führt durch den Ort.

Bilder
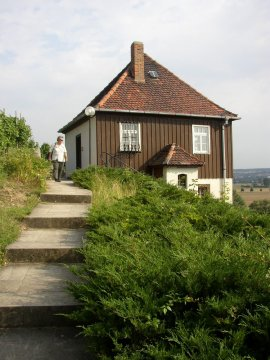
Radierhäuschen von Max Klinger oberhalb der Unstrut
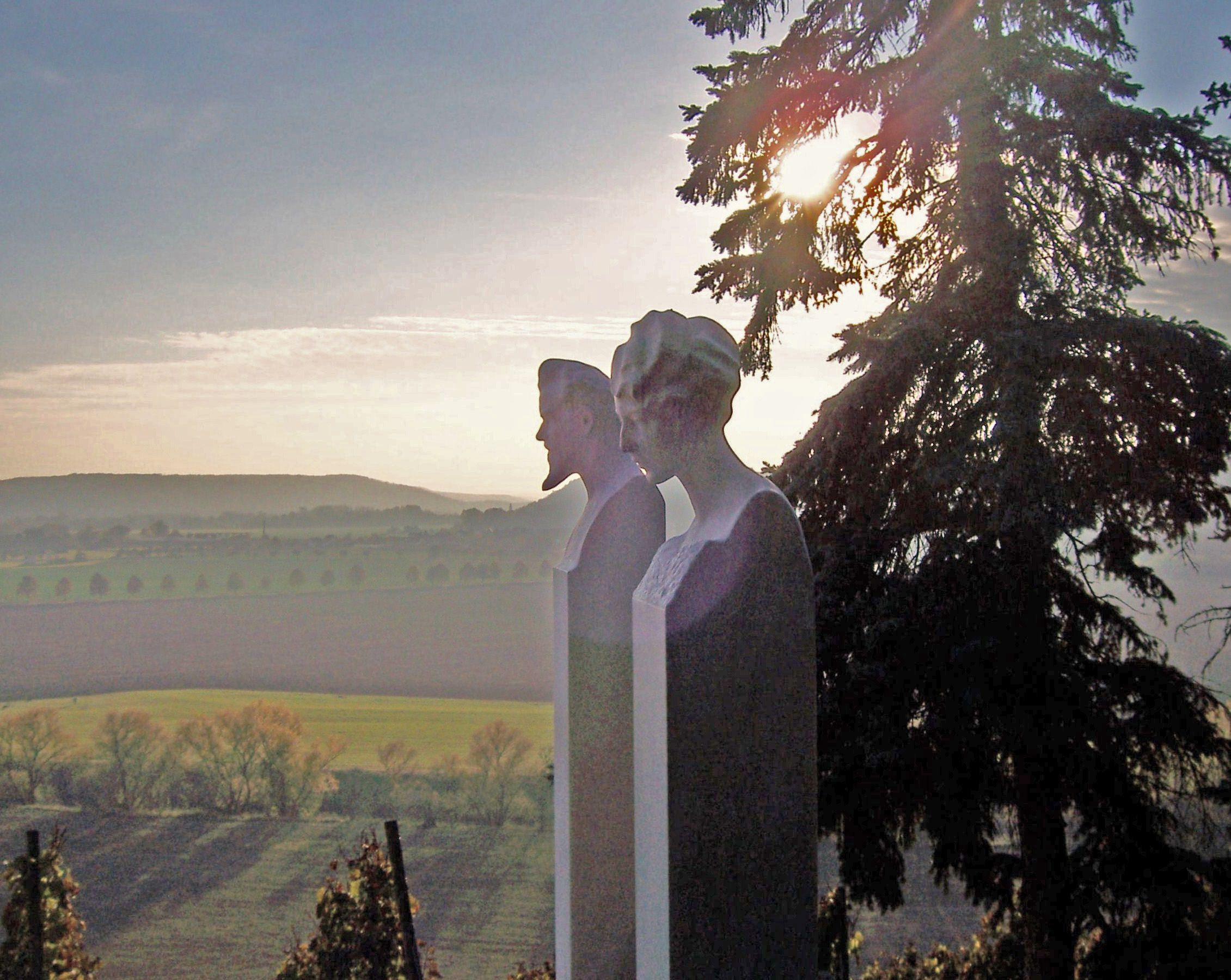
Johannes Hartmann: Marmorhermen Max und Gertrud Klinger an der Grabstätte Max Klingers
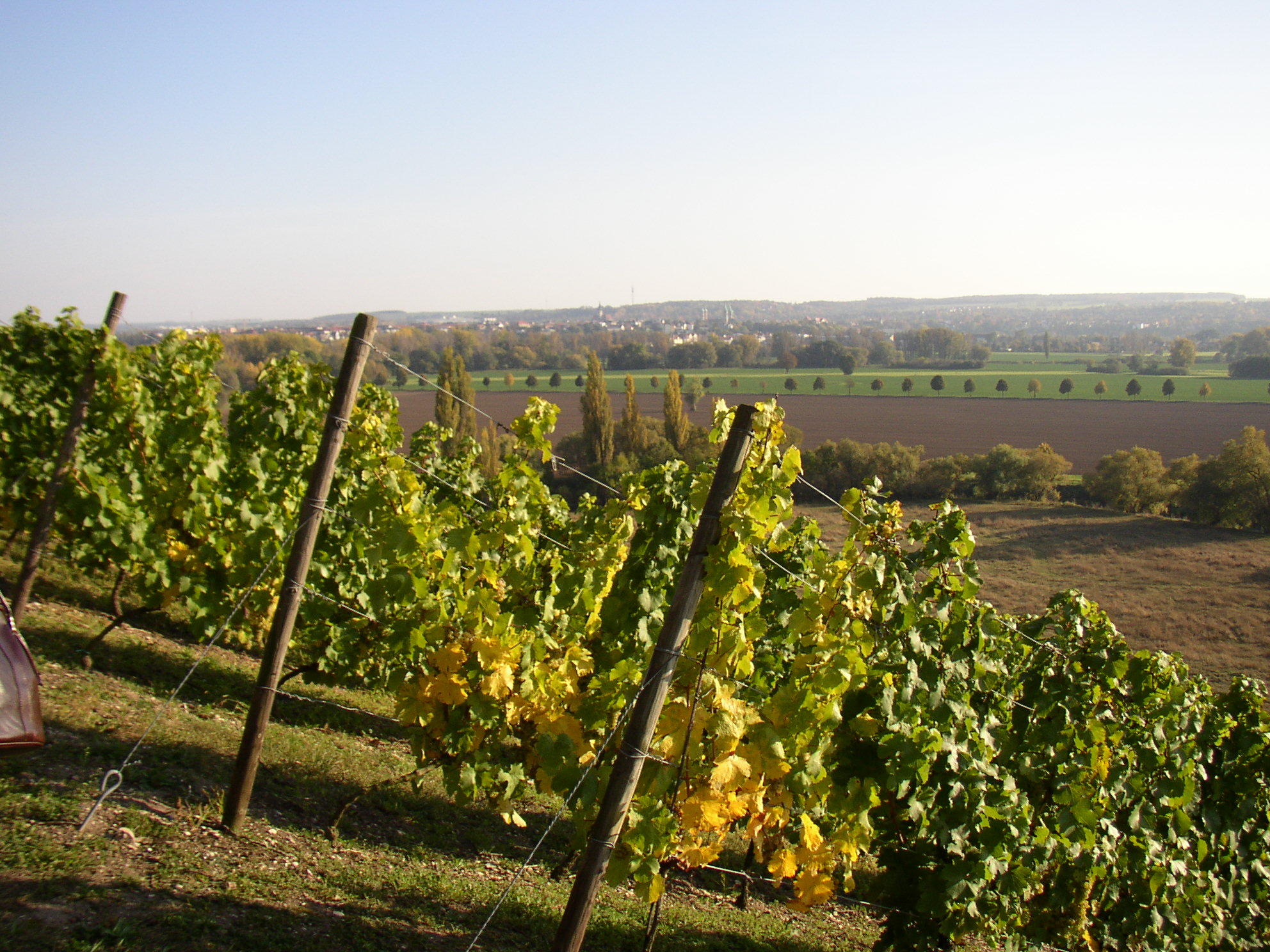
Blick vom Radierhäuschen nach Naumburg
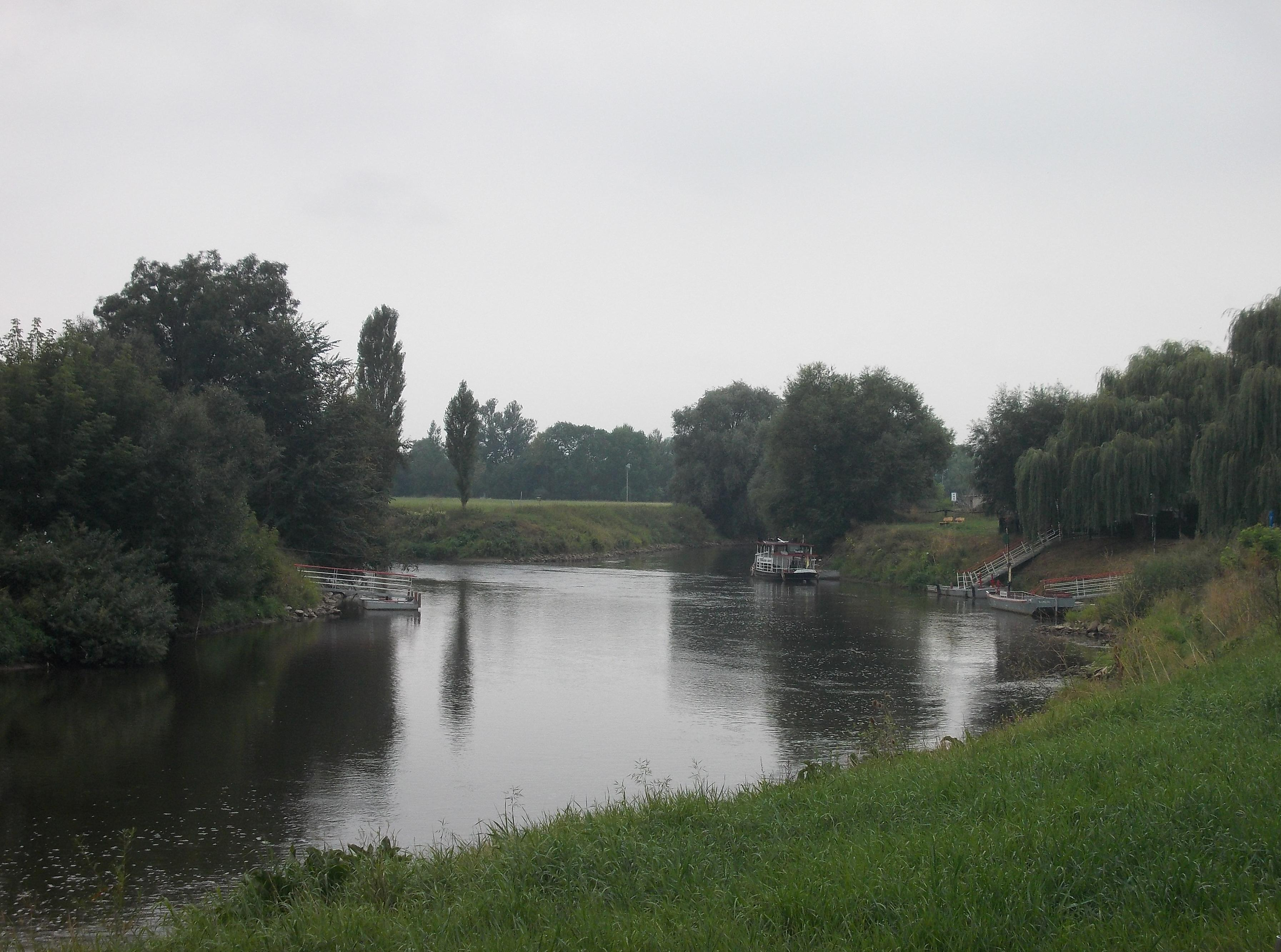
Fähre über die Saale im Blütengrund, rechts die Unstrutmündung
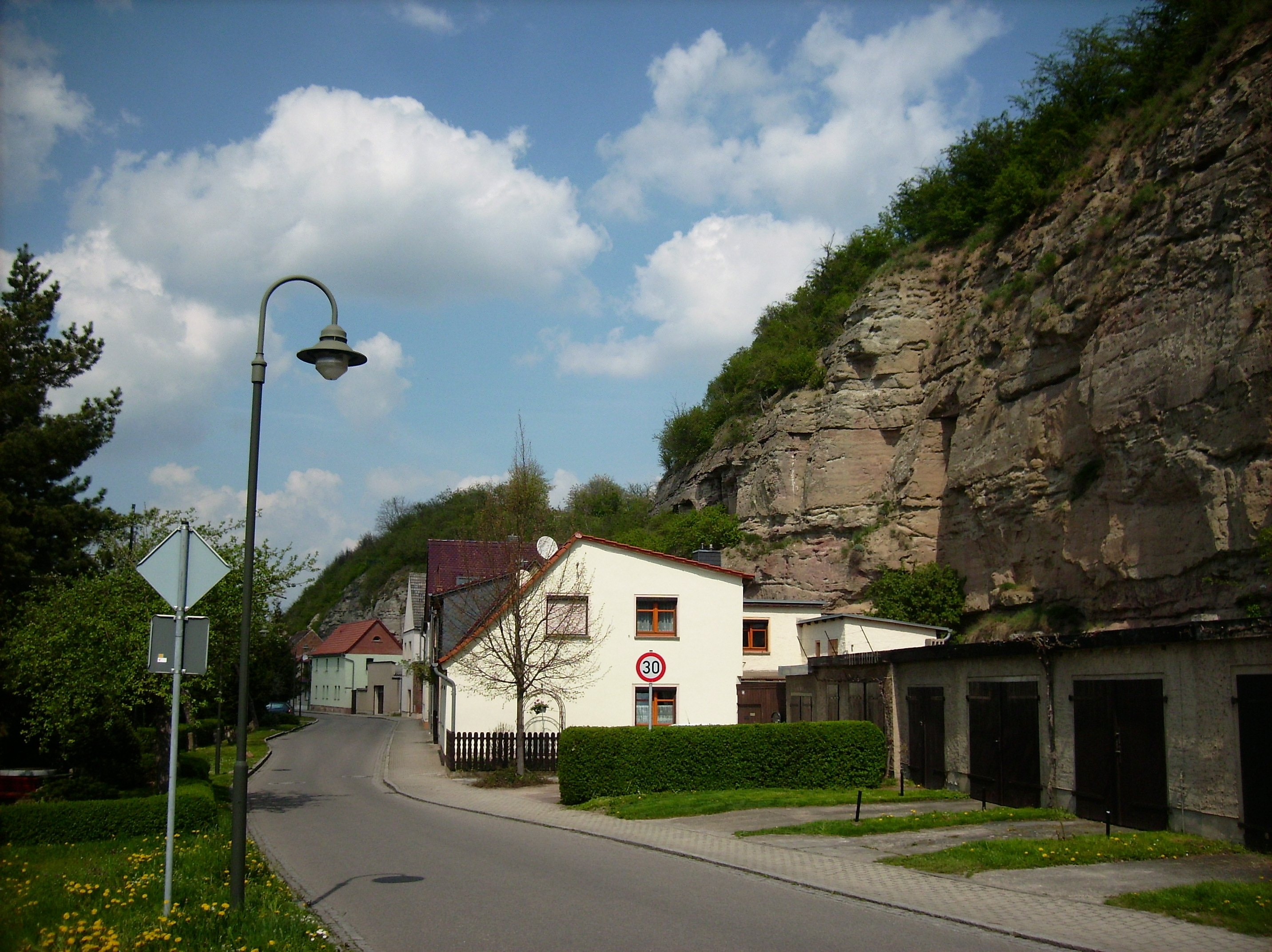
Häuser und Felsen im Süden des Ortes
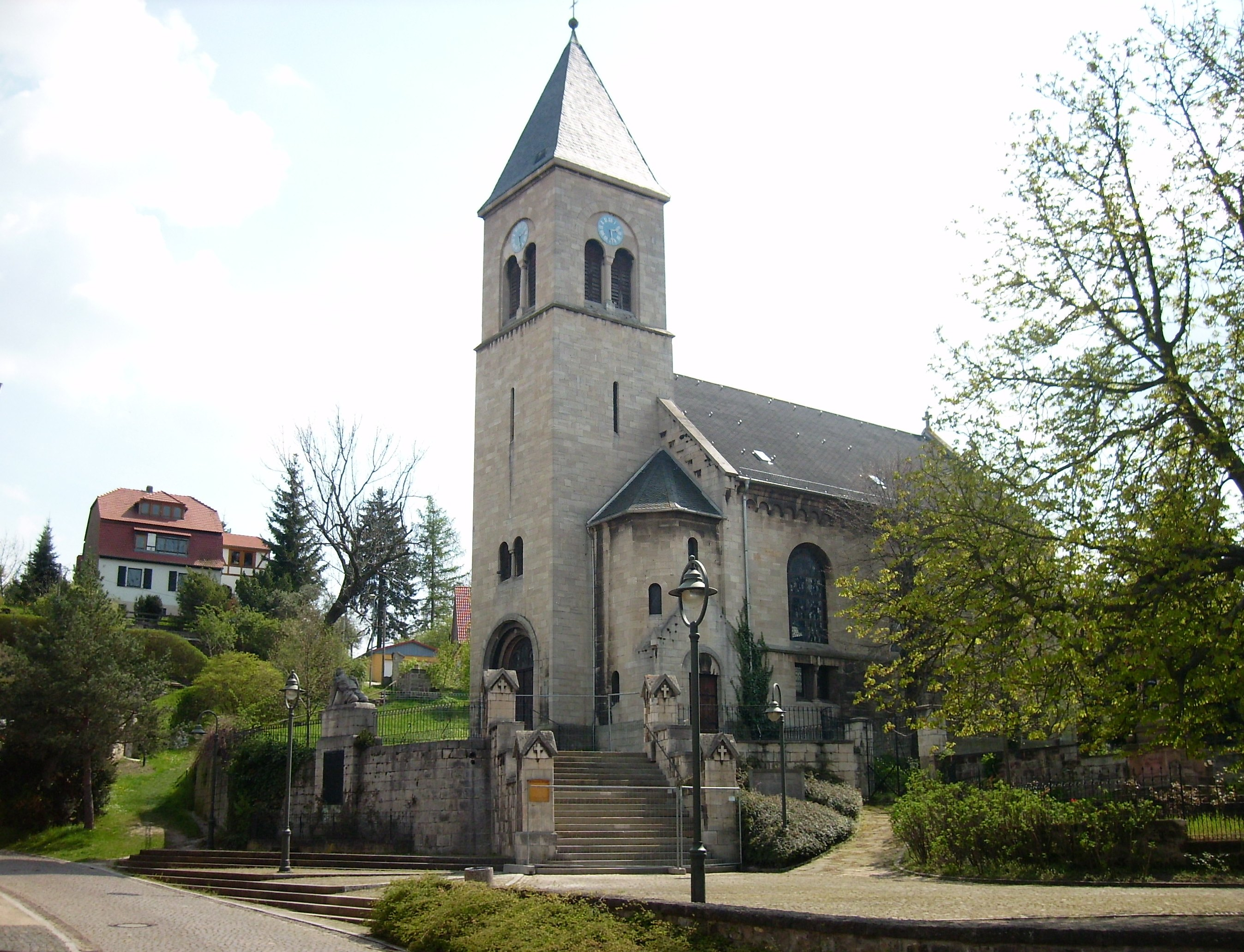
Kirche Großjena
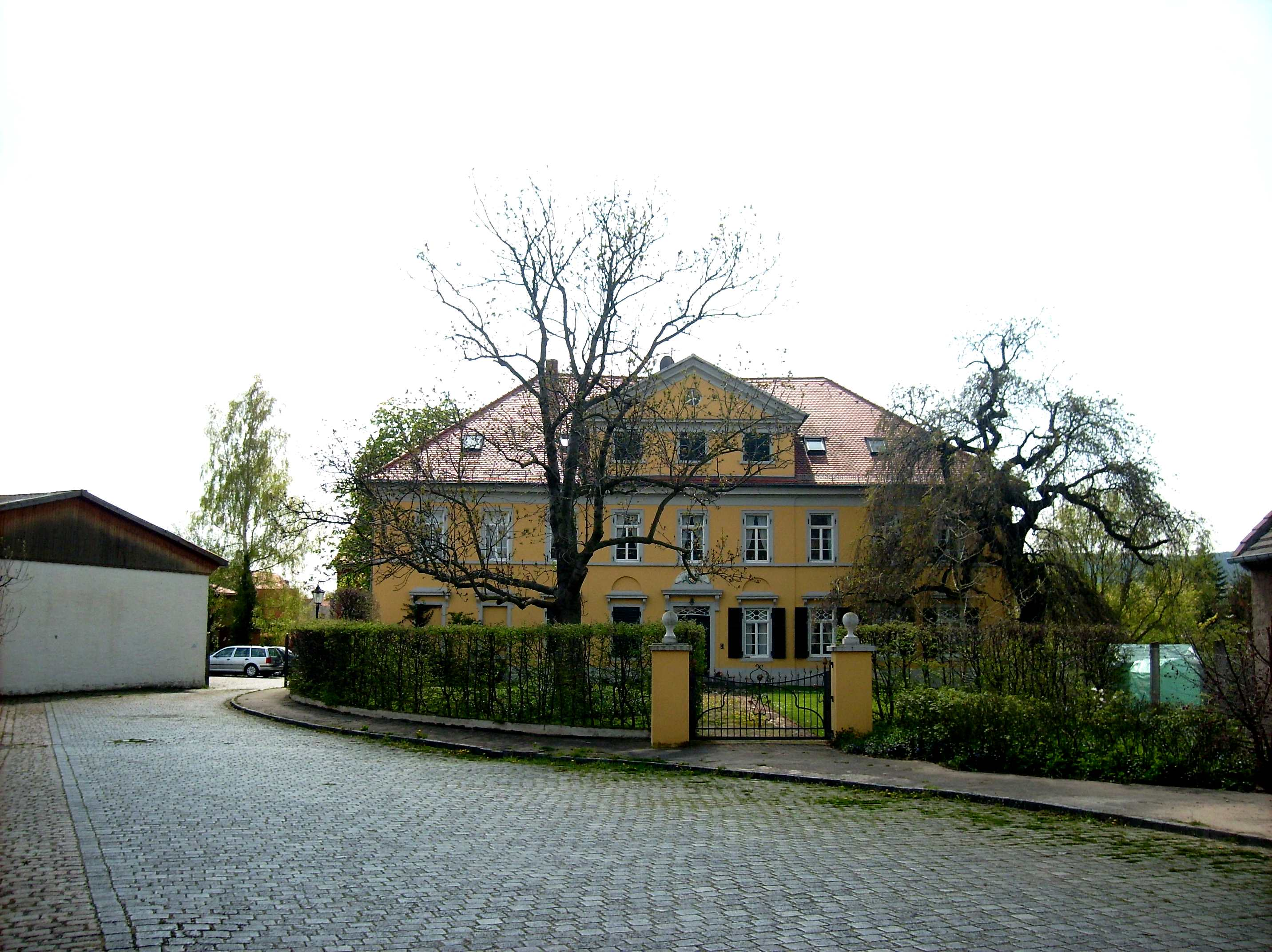
Herrenhaus
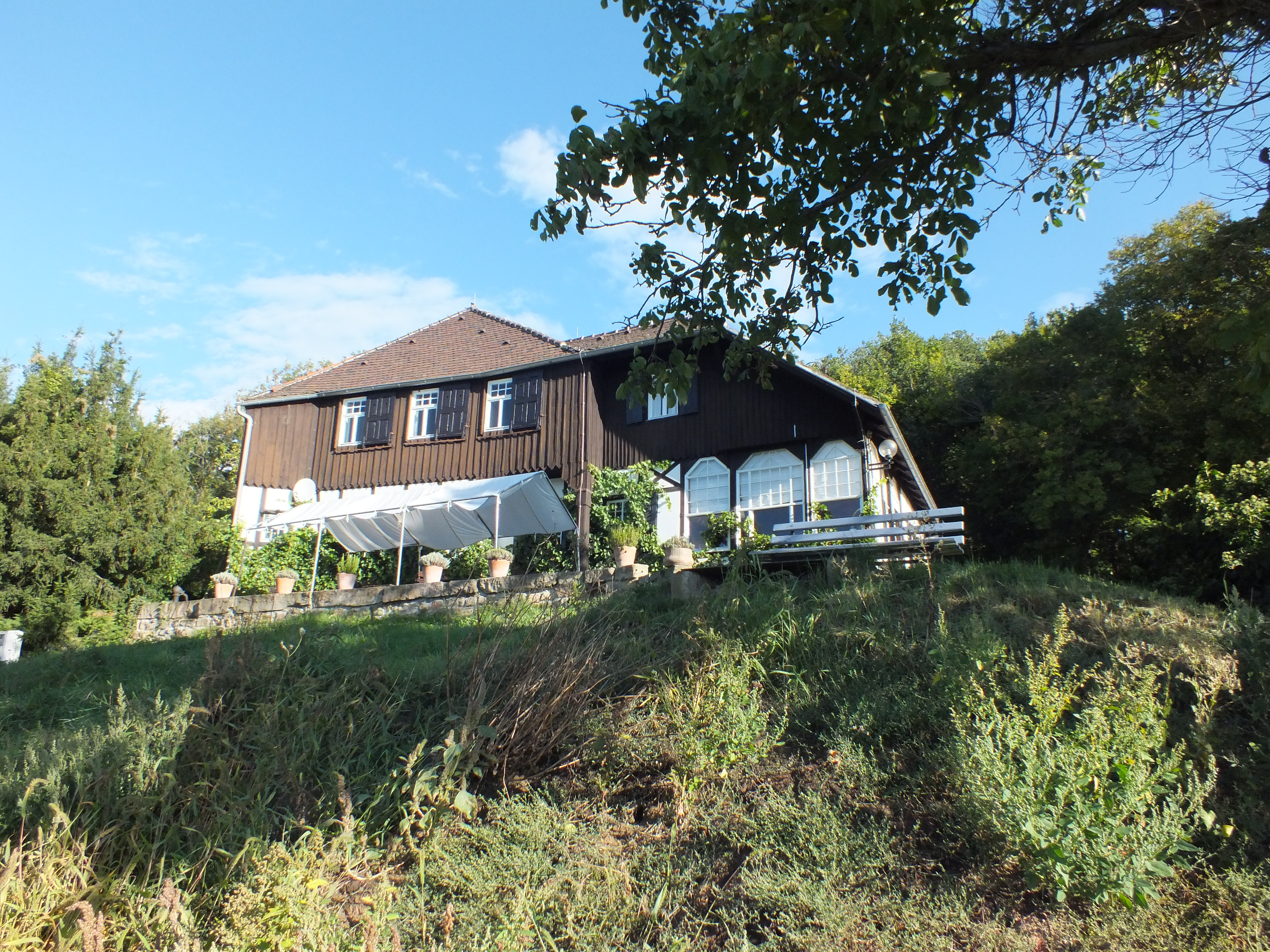
Akademie Haus Sonneck
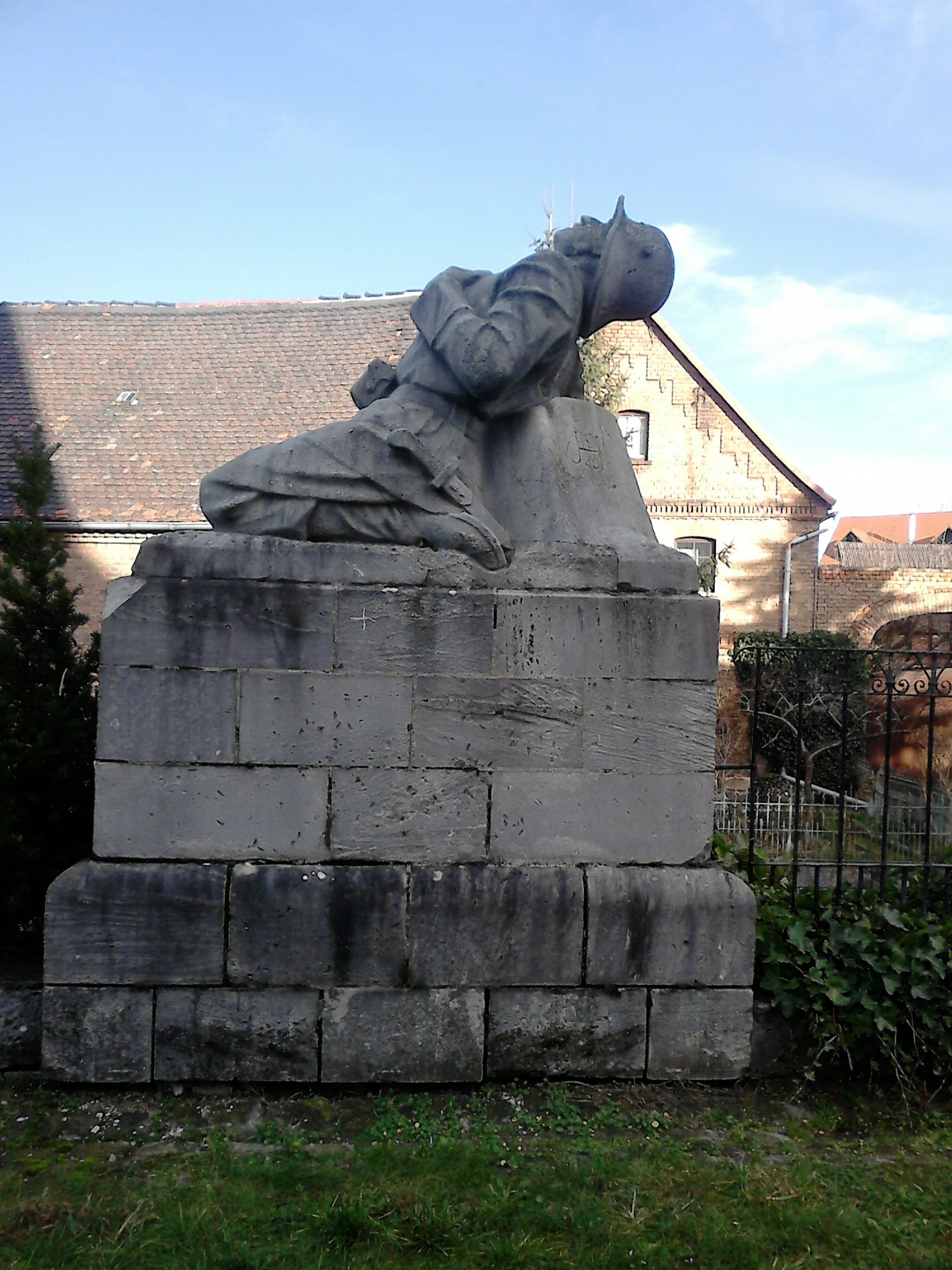
Kriegerdenkmal von Johannes Hartmann und Hugo Hartung